# Baía de Gibraltar
A baía de Gibraltar ou baía de Algeciras (em castelhano: Bahía de Algeciras, em inglês: Bay of Gibraltar) é uma baía localizada no extremo sul da Península Ibérica.
Tem 10 km de comprimento e 8 km de largura, aproximadamente, fazendo uma área de 75 km². A baía tem uma profundidade de 400 metros. A baía é aberta ao sul para o estreito de Gibraltar e o mar Mediterrâneo, mais propriamente o mar de Alborão.